# Miguel Alemán, Minatitlán
Miguel Alemán är en ort i Mexiko.   Den ligger i kommunen Minatitlán och delstaten Veracruz, i den sydöstra delen av landet, 500 km öster om huvudstaden Mexico City. Miguel Alemán ligger 39 meter över havet och antalet invånare är 105.
Terrängen runt Miguel Alemán är platt. Runt Miguel Alemán är det ganska glesbefolkat, med 29 invånare per kvadratkilometer. Närmaste större samhälle är Cuichapa, 16,7 km norr om Miguel Alemán. Omgivningarna runt Miguel Alemán är en mosaik av jordbruksmark och naturlig växtlighet.